# Xuxa 10 Anos
Xuxa 10 anos é o álbum paralelo da cantora e apresentadora brasileira Xuxa, lançado em junho de 1996 pela Som Livre.

## Antecedentes
Na época em que Xuxa apresentava o Xuxa Park e o Xuxa Hits (que no ano seguinte passou a se chamar Planeta Xuxa). O "Xuxa 10 Anos" é um álbum comemorativo aos 10 anos da apresentadora na Rede Globo, com 10 de seus maiores sucessos, sendo que 5 delas ganharam versões remixadas por uns dos DJs mais renomados do mundo, DJ Cuca, DJ Memê e DJ Humberto Mello, e três músicas inéditas. Este álbum seria o último a ser lançado em LP como a própria Xuxa disse no programa "Xuxa Park", porém esse foi o penúltimo álbum da apresentadora a ser lançado em LP, em setembro do mesmo ano foi lançado o 17º álbum de estúdio de Xuxa, o Tô de Bem com a Vida, que foi o último álbum de Xuxa a ser lançado em LP. Algumas versões remixadas deste álbum são "Radio Edit". O álbum foi relançado em CD em 2005, 2006 e 2008 pela Som Livre. A música "Minha Rainha", que foi a mais marcante da fase "10 anos", cantada nos dois especiais comemorativos em homenagem a Xuxa, não foi lançada no álbum.

## Produção e Lançamento
O álbum foi produzido por Michael Sullivan, com coordenação artística de Marlene Mattos e Xuxa Meneghel. Foi gravado nos estúdios da Som Livre. Teve direção artística de Aramis Barros. O álbum vendeu aproximadamente 500 mil cópias,  uma ótima vendagem para um álbum de regravações, recebeu certificado de platina por alcançar 250 mil cópias. O álbum foi bastante divulgado por Xuxa nos programas Xuxa Park e Xuxa Hits, sendo que também foi bastante divulgado nas turnês "Sexto Sentido" e "Tô de Bem Com a Vida".

## Faixas
| Faixas         |                                                         |                                                                           |         |  |
| N.º            | Título                                                  | Compositor(es)                                                            | Duração |  |
| 1.             | "Valeu (10 Anos de Amor)" (faixa inédita)               | Michael Sullivan Aloyzio Reis                                             | 4:56    |  |
| 2.             | "Tindolelê" (Memê's Rádio Mix)                          | Cid Guerreiro Dito                                                        | 5:23    |  |
| 3.             | "Dança da Xuxa" (Mello's Dance Rádio Mix)               | Prêntice Ronaldo Monteiro de Souza                                        | 4:51    |  |
| 4.             | "Brincar de Índio" (Dance Mix)                          | Michael Sullivan Paulo Massadas                                           | 4:35    |  |
| 5.             | "Jogo da Rima (The Name Game)" (Memê's Super Dance Mix) | Shirley Elliston Lincon Chase Vs.:Zé Henrique Ângela Mattos Marcelo Faria | 6:30    |  |
| 6.             | "Nosso Canto de Paz" (Mello's Rádio Remix)              | Dido Oliveira                                                             | 5:12    |  |
| 7.             | "Dez Anos" (faixa inédita)                              | Álvaro Socci Cláudio Matta                                                | 4:30    |  |
| 8.             | "Ilariê"                                                | Cid Guerreiro Dito Ceinha                                                 | 5:39    |  |
| 9.             | "Doce Mel (Bom Estar Com Você)"                         | Cláudio Rabello Renato Corrêa                                             | 3:13    |  |
| 10.            | "Arco-Íris"                                             | Michael Sullivan Paulo Massadas Ana Penido                                | 4:37    |  |
| 11.            | "Lua de Cristal"                                        | Michael Sullivan Paulo Massadas                                           | 4:19    |  |
| 12.            | "Festa do Estica e Puxa"                                | Bell Marques Wadinho Marques                                              | 4:13    |  |
| 13.            | "Vamos Comemorar" (faixa inédita)                       | Marcos Monteiro Márcio Monteiro                                           | 5:00    |  |
| Duração total: | Duração total:                                          | Duração total:                                                            | 60:48   |  |

## Videoclipes
- "Valeu (10 Anos de Amor)"
- "Dez Anos"
- Minha Rainha (música não incluída no CD)

## Certificações e vendas
| País          | Certificação | Vendas  |
| ------------- | ------------ | ------- |
| Brasil - ABPD | Platina      | 500.000 |

## Ficha Técnica
- Produzido por: Michael Sullivan
- Direção Artística: Aramis Barros
- Coordenação Artística: Marlene Mattos e Xuxa Meneghel
- Técnico de Gravação: Edu Oliveira, Sergio Rocha e Mario Jorge
- Coordenação de Estúdio: Helio de Freitas
- Maquiagem: Sergio Seabra
- Técnicos de Mixagem: Sergio 'Gordo' Guimarães
- Assistente de Produção: Duda Nogueira
- Gravado Nos Estúdios: Som Livre
- Assistentes de Gravação: Everaldo, Mauro Moraes e Claudio Oliveira